# Sora tob sakanaの飛ばなきゃ損損!!
『sora tob sakanaの飛ばなきゃ損損!!』（ソラトブサカナのとばなきゃそんそん）は、文化放送で2018年4月6日（5日深夜）より2020年3月27日（26日深夜）まで毎週金曜（木曜深夜）2時30分から3時までの間、放送されていたラジオ番組。

## 概要
2014年7⽉結成の女性アイドルグループ・sora tob sakanaのメンバーたちが真夜中の文化放送を等身大のトークで彩っていく番組。
番組名は、sora tob sakanaの『ケサランパサラン』の一節から取られている。
sora tob sakanaにとって初めての東京キー局冠番組となる。
2020年3月に終了。

## 出演
- sora tob sakana（神﨑風花、寺口夏花、山崎愛）[3]

初期出演の風間玲マライカは2019年5月でグループを脱退。

## 放送・配信時間
いずれもJST。
ラジオ
- 文化放送 金曜（木曜深夜） 2:30 - 3:00

インターネット配信
- AbemaRADIO  土曜（金曜深夜） 0:30 - 1:00[6][7]

## コーナー
オサカナ・メンバーへの指令!
番組の冒頭に行うコーナー。制限時間内に早口言葉・常識クイズといったミッションクリアーを目指していく。
sora tob sakanaの定義!
毎回、出題されるお題についてメンバーが一斉に回答した後、ディスカッションし、sora tob sakanaの定義を決めていく。
このほか、随時、メンバーへの質問やふつおた、お悩み相談などを募集していた。